# 霊魂消滅説
絶滅説、霊魂消滅説（ぜつめつせつ、れいこんしょうめつせつ、アニヒレーション、Annihilationism）とは、死後の審判に関するキリスト教会内の教理の一つ。霊魂と地獄の永遠性を主張する多数のキリスト教会からは受け入れられない。死後直ちに意識のある霊魂が天国、地獄、煉獄などの霊界に入るのではなく、人の霊魂は元来神の命無くしては不滅性を有しないとして、死によって全ての人の霊魂は消滅ないしは無意識の睡眠状態に陥り、義人は復活して永遠の命を与えられるが罪人は絶滅、消滅するとし、火の池での永遠の刑罰を否定する。それは条件的絶滅説、永遠のいのちを与えられていない人間の魂は、不滅性を持っていないという考えと関わりがある。絶滅説は最終的に神が悪人や救われなかった人々を絶滅、消滅させ、救われた義人だけに不滅性が与えられると断言する。多くの消滅論者は、邪悪な人々は彼らの罪のため、火による刑罰の後に消滅するという。永遠の地獄は聖書から支持されず、ローマの異教やプラトン哲学起源の間違った教義だとする。
絶滅説、霊魂消滅説をとる主な宗派は、一般的に正統派プロテスタントとされる、セブンスデー・アドベンチスト教会、聖公会 (一部)、一般的に異端ないしはキリスト教系の新宗教とされるエホバの証人、キリスト・アデルフィアン派（キリストの兄弟）などである。

## 歴史
キリスト教弁証家のアルノビウスが４世紀にこの説を説いたが、一般には受け入れられず、第5ラテラノ総会議(1513年)にて異端とされた。宗教改革時、カトリック教会が煉獄の教理を正当化するために霊魂の不滅を主張し始めたという疑問が、ルターはじめ一部の聖書学者や改革者、再洗礼派などによって提示されたが、大きな議論に発展することはなく、カルヴァンがこの説を否定することで多くのプロテスタント諸教派からも受け入れられなかった。しかし19世紀になって、霊魂不滅を信じる一般的風潮にもかかわらず一部の神学者の間でこの説は受け入れられ、エドワード・ホワイト、ジョン・ストットなどの正統派の牧師らもは著書にてこの説を強調した。

## 霊魂消滅説をとる教派の見解
霊魂消滅説で根拠とする聖書中の記述
- アダムが罪を犯した際、「あなたは塵だから塵に帰る」と神に言われた[3]。さらに死者は基本的には何も出来ない状態とされている[4]。死人には復活の可能性がある事をイエス・キリストは教えた[5][6][7]。復活の奇跡を何件か行なっているが、人が死んでいた際の記憶などは記述されていない[8][9][10]。
- エゼキエル書18章4節(口語訳)には「罪を犯した魂は必ず死ぬ。」と書いてある。18章20節(口語訳)でも「罪を犯す魂は死ぬ。」と書いてある。イエスのたとえ話や黙示録などに出てくる永遠という言葉の原語には、「一世代存続する」という意味があり、「死」や「滅び」という刑罰の状態そのものが永遠なのではなく、刑罰は「一世代」、つまり一定期間ののち終了し、悪人の霊魂が滅びる(消滅する)という結果が永続すると主張する。

セブンスデー・アドベンチスト教会の見解
死後の状態について、人間は魂と肉体を分けることのできない存在であり、肉体の活動が停止すると同時にすべての精神活動も停止し、よみがえりの時まで無意識の眠りの状態にあるとする（伝道の書9：5、ヨハネによる福音書5：28-29）。死んだら魂が天国か地獄に行くということを信じない。同教会にて「主の使者」であり、「つねに信頼のおける真理のみなもと」とされるエレン・G・ホワイトの著書『大論争』535ページ、『初代文集』221ページに記されている。
エホバの証人の見解
チャールズ・テイズ・ラッセルはキリスト教系の新宗教であるエホバの証人を設立する前に、セブンスデー・アドベンチスト教会についたり離れたりしていた。その中で後に彼の教義体系の中核になるものをつかんでいき、セブンスデー・アドベンチスト教会の本の中の「地獄というのは墓にすぎない」という教義を借用して、永遠の刑罰の教えに反対し「地獄」（マルコによる福音書９：４３～４８）の存在を否定した。エホバの証人は見解として以下を述べている。
- コリントの信徒への手紙一15章26節(口語訳)では「最後の敵として滅ぼされるのが、死である。」と書いてあり、ヨハネの黙示録20章14節(口語訳)では「それから、死も黄泉も火の池に投げ込まれた。この火の池が第二の死である。」と書いてある。「死」という概念が地獄で「世々限りなく日夜、苦しめられる」[19]というのは考えにくいため、「第二の死」はテサロニケの信徒への手紙二1章9節(口語訳)に書いてある通り「永遠の滅びに至る刑罰」を意味しているとされている[20]。

## 伝統的キリスト教会の見解
伝統的キリスト教会が根拠とする聖書中の記述
ゲヘナは罪人の永遠の滅びの場所であり、地獄 (キリスト教)をさす場所として用いられる。
永遠の滅びの場所の根拠とされる聖書箇所は以下の通りである。すべてゲヘナ、および永遠の滅びの場所を意味する「火の池」について記されている。
- マタイ 5:22 「また、『ばか者。』と言うような者は燃えるゲヘナに投げ込まれます。」（新改訳聖書）
- マルコ 9:48 「地獄では蛆が尽きることも、火が消えることもない。」（新共同訳聖書）

パウロは、イエス・キリストが再臨したとき、神を信じない者、イエスの教えに従わない者が、かぎりなき永遠の刑罰を受けると記している。
- 第二テサロニケ1:7-1:9 「それは、主イエスが炎の中で力ある天使たちを率いて天から現れる時に実現する。その時、主は神を認めない者たちや、わたしたちの主イエスの福音に聞き従わない者たちに報復し、そして、彼らは主のみ顔とその力の栄光から退けられて、永遠の滅びに至る刑罰を受けるであろう。」（口語訳聖書）

黙示録には以下の記述がある。
- 黙示録 20:10 「そして、彼らを惑わした悪魔は火と硫黄との池に投げ込まれた。そこは獣も、にせ預言者もいる所で、彼らは永遠に昼も夜も苦しみを受ける。」（新改訳聖書）
- 黙示録 20:15 「いのちの書に名のしるされていない者はみな、この火の池に投げ込まれた。」（新改訳聖書）
- 黙示録 21:8 「しかし、おくびょうな者、信じない者、忌むべき者、人殺し、姦淫を行う者、まじないをする者、偶像を拝む者、すべて偽りを言う者には、火と硫黄の燃えている池が、彼らの受くべき報いである。これが第二の死である』。」（新改訳聖書）

伝統的キリスト教会の見解
- エル・ベルコフ著『改革派神学通論』[24] p374では、絶滅説（霊魂消滅説）について、"死" "壊滅" "死滅"などの名称が絶滅を指示すると推定することは恣意である、とし、反証聖句として伝道12：7、マタイ25：46、ローマ2：8-10、黙示14：11、20：10を挙げている。
- ハロルド・リンゼル、チャールズ・ウッドブリッジ共著『聖書教理ハンドブック』[25]51ページでは、地獄を否定することは非常に危険である、として以下の４点が明記されている。

1. 聖書の明白な教えを否定し、聖書の真実性と権威に異議を唱える
2. 主イエスの教えを偽りであるとして拒否する
3. 天国、キリスト教信仰の主要な教理に関しての聖書の教えを損なう
4. キリスト教会は2千年間偽りを宣べ伝えてきたことになる

また同書ｐ384では、絶滅説（霊魂消滅説）は地獄に関する誤った見解であり、地獄に関する真理を否定することは、聖書のその他の教えに対しても疑問をいだくことであると述べている。
- マイヤー・パールマン著『聖書教理の研究』[26] ｐ629では霊魂必滅論（霊魂消滅説）について「まちがった考え方」としている。霊的な死は神から離れることである、と解説している。
- 日本ルーテル教団伝道委員会の要請により執筆された轟勇一著『100の質問』[27]222ページでは、死後の魂の状態について具体的に教団名を挙げて「決して再臨主義者たち（「エホバの証人」や「セブンスデー・アドベンチスト教会」など）の言うように、無意識の昏睡状態におちたりということはない」と記されている。